# Evreii români din Israel
Evreii români din Israel se referă la comunitatea evreiască de origine română existentă în Israel.

## Istoria
Evreii români au început a emigra către Palestina încă din secolul al XIX-lea. Motivul principal a fost reprezentat de măsurile antisemite luate de guvernele lui Ion C. Brătianu, dar și sionismul a reprezentat un motiv important. Numărul evreilor români ce au emigrat în Mandatul britanic pentru Palestina a crescut considerabil în perioada interbelică și în timpul celui de-al Doilea Război Mondial, motivele fiind similare cu cele din secolul al XIX-lea: legile antisemite și sionismul. În perioada comunistă, comunitatea evreiască din România s-a diminuat și mai mult, din cauza vicisitudinilor sistemului economic și politic comunist și în virtutea unor acorduri cu nou-formatul stat Israel prin care evreilor români le era permis să emigreze în mai multe perioade  în schimbul unor resurse materiale oferite de statul israelian statului român.
Evreii români au contribuit mult la formarea și dezvoltarea Israelului ca stat, întemeind un număr de așezări și ocupând in decursul anilor funcții însemnate în aparatul militar, economic și statal. În prezent, comunitatea româno-evreiască din Israel și urmașii ei numără câteva sute de mii de persoane, care ,în general, păstrează relații cu țara de origine.  Există publicații în limba română, o Asociație a Scriitorilor Israelieni de limbă română, mai multe centre și asociații culturale iudeo-românești. România are ambasada la Tel Aviv, 3 consulate (la Tel Aviv, Beersheba și Haifa) și un institut cultural la Tel Aviv.  Mulți evrei româno-israelieni au dublă cetățenie și iși vizitează anual țara de origine. 
Acest lucru fost facilitat și de relațiile de prietenie care există între România si Israel începând de la finele anilor 1960.  
De asemenea, în ultimii ani, un număr de evrei româno-israelieni și descendenți de-ai lor s-au stabilit în România.

## Personalități
- Aaron Aaronsohn
- Iosif Adler
- Yigal Allon
- Moscu Alkalai
- Tricy Abramovici
- Richard Wurmbrand
- Jean Ancel
- Aharon Appelfeld
- Moshe Arad
- Uzi Arad
- Yardena Arazi
- Shari Arison
- Ted Arison
- Shlomo Artzi
- Asaf Avidan
- Colette Avital
- Haim Aviv
- Élie Barnavi
- Miki Berkovich
- Herman Berkovits
- Michaela Bercu
- Steve Bond
- Nancy Brandes
- Mordechai Burnstein
- Rozina Cambos
- Gilad Erdan
- Miriam Eshkol
- Miriam Feirberg
- Reuven Feuerstein
- May Finegold
- Oded Gavish
- Yael German
- Dan Goldstein
- Dan Grunfeld
- Amos Guttman
- Țvi Herș Guttman
- Zvika Hadar
- Eliezer Hager
- Hayim Meir Hager
- Moshe Yehoshua Hager
- Esther Hayut
- Gabriel Herman
- Dana International
- Carol Iancu
- Moshe Idel
- Eliahu Itzkovitz
- Marcel Janco
- Rudolf Kasztner
- Israel Katz
- Avi Kornick
- Serge Klarsfeld
- Adi Lev
- Yonit Levi
- Gita Luka
- Sarah Marom-Shalev
- Rina Mor
- Tali Moreno
- Michael Moshonov
- Meir Nitzan
- Eyal Ofer
- Idan Ofer
- Sammy Ofer
- Yuli Ofer
- Keren Peles
- Eyal Ran
- Haim Mordechai Roller
- Zeev Rosenstein
- Karol Rotner
- Reuven Rubin
- Eduard Smilovici
- Dudi Sela
- Itay Shechter
- Menachem Mendel Taub
- Idan Vered
- Leon Volovici
- Elie Wiesel
- Dov Seltzer
- Israel Zinger